# داگلاس ویلمر
داگلاس ویلمر (انگلیسی: Douglas Wilmer؛ زادهٔ ۸ ژانویهٔ ۱۹۲۰ - ۲ آوریل ۲۰۱۶) هنرپیشه اهل کشور بریتانیا بود. بیشتر شهرت این هنرمند به خاطر بازی در سریال «شرلوک هولمز» محصول سال ۱۹۶۵ میلادی است.

## بخشی از فیلمشناسی
- ریچارد سوم (۱۹۵۵)
- نبرد رود پلاته (۱۹۵۶)
- ال سید (۱۹۶۱)
- کلئوپاترا (۱۹۶۳)
- جیسن و آرگونات‌ها (۱۹۶۳)
- سقوط امپراتوری روم (۱۹۶۴)
- تیری در تاریکی (۱۹۶۴)
- خرطوم (۱۹۶۶)
- انتقام فو مانچو (۱۹۶۷)
- پاتون (۱۹۷۰)
- کرامول (۱۹۷۰)
- آنتونیوس و کلئوپاترا (۱۹۷۲)
- سفر طلایی سندباد (۱۹۷۳)
- انتقام پلنگ صورتی (۱۹۷۸)
- اختاپوسی (۱۹۸۳)
- شمشیر شجاعت (۱۹۸۴)